# Qurimarca
Qurimarka o Qorimarka (en quechua: 'pueblo de oro', de quri 'oro', marka 'pueblo') es un sitio arqueológico en Perú. Está situado en la Región Apurímac, provincia de Abancay, distrito de Huanipaca. Ocupa un área de 300 m². Está construido en piedras y lajas.
Se encuentra a 3,740 m s. n. m. y a 45 km de la ruta hacia el distrito de Huanipaca.